# 2290 Helffrich
2290 Helffrich је астероид главног астероидног појаса са средњом удаљеношћу од Сунца која износи 2,592 астрономских јединица (АЈ).
Апсолутна магнитуда астероида је 12,2.